# Изонефа
Изонефа (грч. isos - једнак и грч. nephos - облак) је врста изолиније која спаја места на карти са једнаком облачношћу у одређном периоду. Њихова примена је најзначајнија у метеорологији и климатологији и приликом израда синоптичких карата.